# Matt Kemp
Matthew Ryan Kemp (nascido em 23 de setembro de 1984) é um jogador profissional de beisebol atuando como outfielder pelo Atlanta Braves da Major League Baseball (MLB). Começou sua carreira profissional nos Los Angeles Dodgers em 2003 e jogou pelo Dodgers de 2006 até 2014. Jogou pelo San Diego Padres em 2015 e 2016. Foi convocado duas vezes para as equipes do All-Star, ganhou duas Gold Glove Awards (2009 e 2011) e duas Silver Slugger Awards (2009 e 2011).
Os Dodgers selecionaram Kemp na sexta rodada do draft de 2003 da Major League Baseball. 

## Los Angeles Dodgers
Após quatro temporadas nas ligas menores, fez sua estreia nas grandes ligas em 2006. Não foi promovido ao profissional até 2008, quando começou como campista central titular pelos Dodgers. Em 2011, Kemp liderou a National League em corridas anotadas (115), bases totais (353), OPS+ (171), WAR (7.8), home runs (39) e RBIs (126). Além disso, se tornou o primeiro jogador a terminar a temporada entre os dois melhores tanto em home runs como em roubo de bases desde Hank Aaron em 1963.

## San Deigo Padres
Foi negociado com os Padres após a temporada de 2014. Na temporada de 2016, foi transferido para o Atlanta Braves. Jogando principalmente como campista central com os Dodgers, Kemp foi recolocado como campista direito com os Padres.